# Flatevattnet
Flatevattnet är en sjö i Partille kommun i Västergötland och ingår i Göta älvs huvudavrinningsområde. Sjön är 2,5 meter djup, har en yta på 0,018 kvadratkilometer och är belägen 100 meter över havet.

## Bilder

Flatevattnet
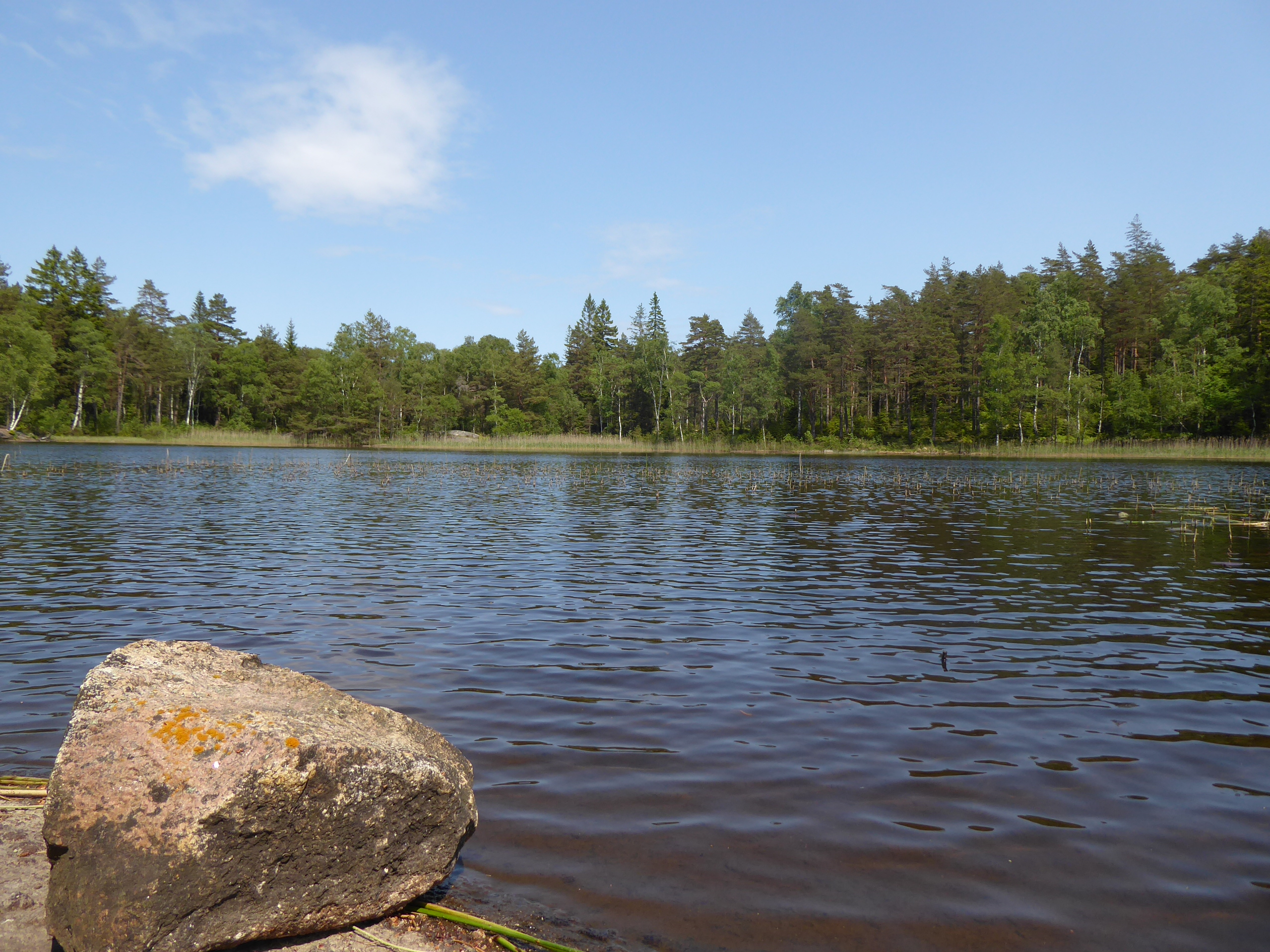
Flatevattnet från sydväst i riktning norr den 1 juni 2023
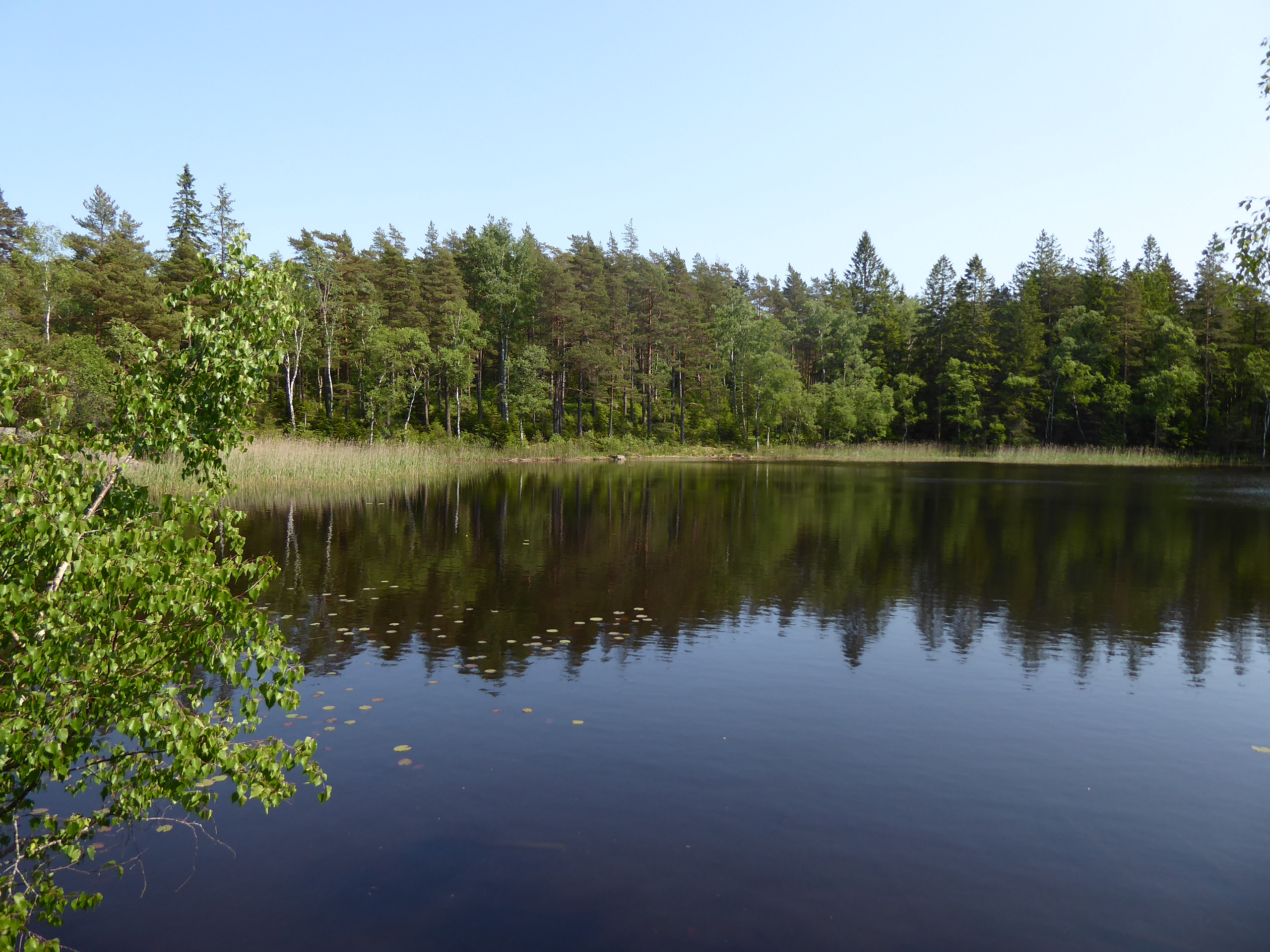
Flatevattnets norra ände den 1 juni 2023
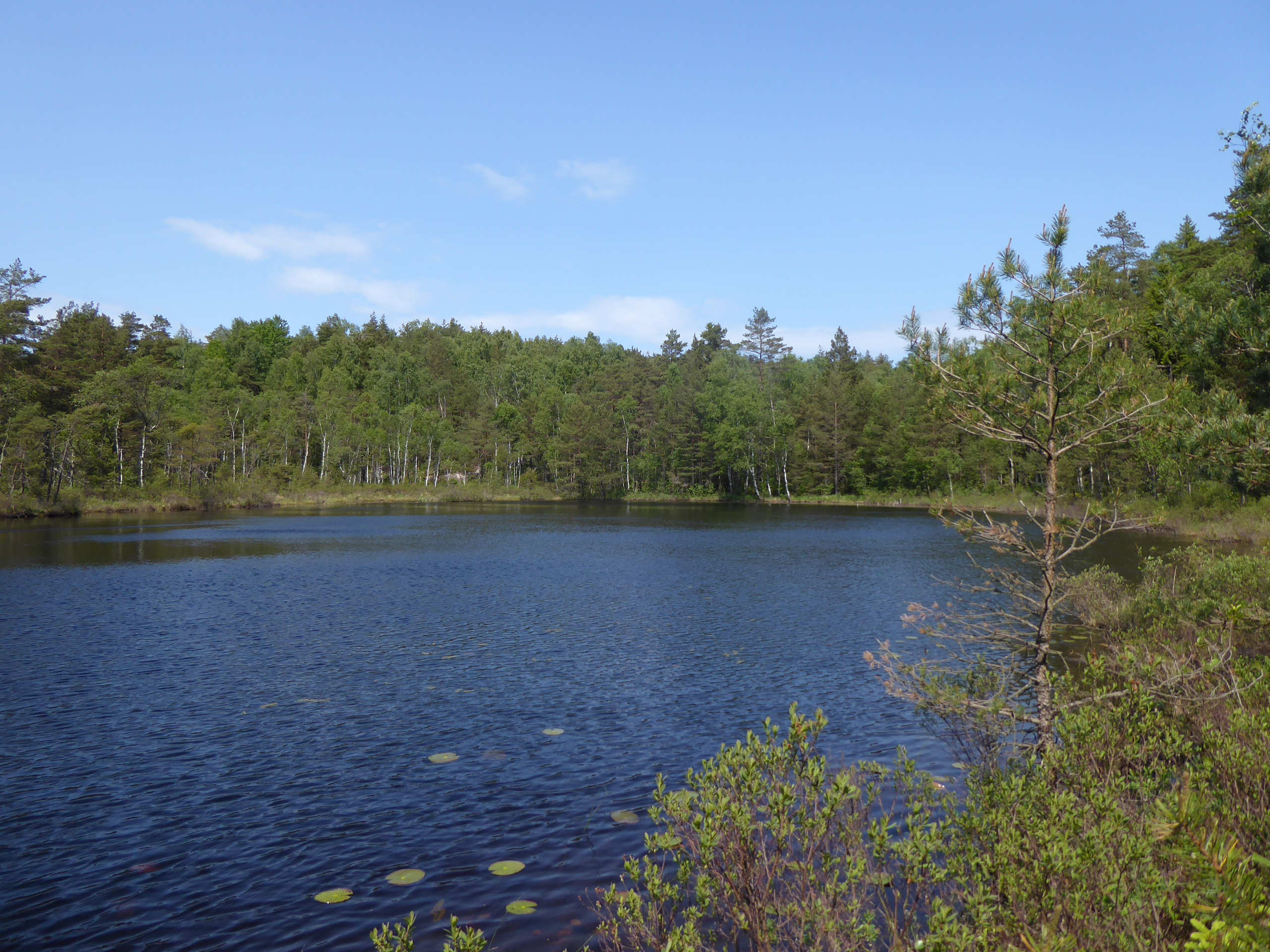
Den lilla vattensamlingen Mörkevattnet strax nordväst om Flatevattnet